# Tintín al país dels soviets
Tintín al país dels soviets (en francès Tintin au pays des Soviets) és el primer volum de Les aventures de Tintín, la sèrie de còmics del dibuixant belga Hergé. Encarregat pel conservador diari belga Le Vingtième Siècle com a propaganda anticomunista pel seu suplement infantil Le Petit Vingtième, va ser publicat setmanalment des del 10 de gener del 1929 a l'11 de maig de 1930. El còmic narra la història del jove periodista belga Tintín i el seu gos Milú, que són enviats a la Unió Soviètica per informar sobre les polítiques del govern bolxevic de Ióssif Stalin. La intenció de Tintin d'exposar els secrets del règim desperta l'interès dels agents de la policia secreta soviètica, l'OGPU, que intenten atrapar-lo per matar-lo.
Recolzat per trucs publicitaris, el còmic va tenir un gran èxit comercial, i va aparèixer en forma de llibre el 1930 poc després de la seva conclusió. Hergé va continuar Les aventures de Tintín amb Tintín al Congo, i la sèrie esdevingué una part important de la tradició del còmic francobelga. Més tard ell mateix va lamentar la poca investigació que havia portat a terme i el caràcter massa propagandístic del que havia estat el seu debut i per això va oposar-se a la republicació fins al 1973. Juntament amb la inacabada Tintín i l'Art-Alfa, va ser l'única història de Tintín que mai ha aparegut en color fins que el 2017 Michel Bareau va acceptar el repte per l'editorial Moulinsart, a l'ocasió del 88è aniversari de la primera publicació.

## Sinopsi
Tintín, un reporter belga de Le Petit Vingtième, és enviat amb el seu gos Milú en una missió a la Unió Soviètica. Camí de Brussel·les a Moscou, un agent de la OGPU (policia secreta soviètica) saboteja el tren i acusa el periodista de ser un «petit i brut burgès». La policia de Berlín culpa Tintin de l'atemptat, però s'escapa cap a la frontera amb la Unió Soviètica. Poc després, l'agent de l'OGPU el retroba i el porta davant de l'oficina del comissari polític local a qui dona ordres perquè el reporter «desaparegui… per accident». Tintín s'escapa de nou i troba proves de «com els soviètics enganyen als pobres idiotes que encara creuen en un paradís roig» cremant fardells de palla i replicant sons metàl·lics per tal d'enganyar uns visitants marxistes anglesos, fent-los creure que les fàbriques soviètiques en desús es troben encara operatives.
Tintín és testimoni d'unes eleccions locals, on els bolxevics amenacen els votants per garantir-se la victòria. Quan intenten detenir-lo, es vesteix com un fantasma per espantar-los. Tintín intenta escapar-se del país, però els bolxevics el persegueixen, el detenen i amenacen de torturar-lo. Es va escapar de nou dels seus captors i arriba a Moscou, on comenta que els bolxevics han convertit la ciutat en «un suburbi pudent». Juntament amb Milú observa un funcionari del govern repartint pa entre els marxistes sense llar, però negant-lo als seus rivals. Milú roba un pa i el dona a un nen famolenc. Espiant una reunió secreta bolxevic, Tintín s'assabenta que tot el gra soviètic s'exporta a l'estranger per servir propòsits propagandístics i el règim deixa que la gent es mori de fam, i que el Govern té previst «organitzar una expedició contra els kulaks (els camperols rics) i obligar-los a donar-los el seu blat a punta de pistola».
Infiltrat a l'Exèrcit Roig, Tintin adverteix alguns dels kulaks perquè ocultin el blat, però l'exèrcit el deté i el sentencia a mort per afusellament. Canviant les municions dels soldats per cartutxos de fogueig, el reporter fingeix la mort i fuig a través de la neu, on descobreix un amagatall bolxevic en una casa encantada sota terra. Posteriorment un bolxevic el captura de nou i li explica: «Et trobes a l'amagatall on Lenin, Trotski i Stalin han amagat les riqueses robades al poble!» Amb l'ajuda de Milú, Tintín escapa de nou a bord d'un avió. La nau s'estavella, però Tintín construeix una nova hèlix a partir d'un arbre amb una navalla i continua cap a Berlín. Els agents del OGPU el troben de nou i el tanquen en un calabós, però escapa amb l'ajut de Milú, que es disfressa de tigre. Un últim agent del OGPU intenta segrestar-lo, però fracassa, motiu pel qual l'amenaça frustrat: «volarem totes les capitals d'Europa amb dinamita!». Tintín torna a Brussel·les, on és rebut enmig del fervor popular.

## Història

### Antecedents
«La idea per al personatge de Tintín i el tipus d'aventures que viuria va sorgir-me, crec, en només cinc minuts, en el primer moment en què vaig fer un esbós de la figura d'aquest heroi: de manera, que no estava perseguint la meva joventut, ni tan sols els meus somnis. Encara que és possible que de nen m'imaginés a mi mateix en el paper d'una mena de Tintín.» 
Georges Remi, més conegut pel pseudònim d'Hergé treballava com a il·lustrador al diari Le Vingtième Siècle (El segle xx), amb una línia editorial marcadament catòlica i conservadora, amb seu a Brussel·les d'on Hergé era originari. Dirigit per l'abat Norbert Wallez, la publicació es descrivia a si mateixa com un «diari de doctrina catòlica i de la informació» i difonia una ideologia feixista i d'extrema dreta. Wallez era un admirador del líder feixista italià Benito Mussolini i guardava una imatge signada d'ell al seu escriptori, mentre que Léon Degrelle, que més tard va esdevenir el líder del Rexisme, va treballar com a corresponsal del diari a l'estranger. Segons el tintinòleg Harry Thompson, aquestes idees polítiques eren prou comuns a la Bèlgica d'aquell temps, en què «el patriotisme, el catolicisme, l'estricta moralitat, la disciplina, i la ingenuïtat estaven tan intrínsecament units en la vida de la gent que les polítiques de dretes eren un subproducte gairebé inevitable i era una visió del món compartida per tots, que es distingeix principalment per la seva completa ignorància del món». El sentiment anticomunista era marcat, i fins i tot una exposició soviètica que va tenir lloc a Brussel·les el gener de 1928 va ser objecte de vandalisme enmig de manifestacions de la Joventut Nacional feixista, en què va participar Degrelle.
Wallez va contractar Hergé com a editor del suplement infantil dels dijous de Le Vingtième Siècle, titulat Le Petit Vingtième (El petit vintè).. Per tal de propagar les conviccions sociopolítiques de Wallez cap als seus joves lectors, la publicació tenia continguts explícitament profeixistes i antisemites. A més de l'edició del suplement, Hergé il·lustrava L'extraordinaire aventure de Flup, Nénesse, Poussette et Cochonnet (Les extraordinàries aventures de Flup, Nénesse, Poussette i Cochonnet), una tira còmica escrita per un membre del departament d'esports del diari, que narrava les aventures de dos nens, una de les seves germanes, i el seu porc inflable de goma. Hergé no estava satisfet amb el simple treball d'il·lustrador i volia escriure i dibuixar la seva pròpia tira còmica.
Hergé ja tenia experiència en la producció de tires còmiques. Des del juliol de 1926 havia escrit una tira d'un cap de boy scouts titulat Les Aventures de Totor C.P. des Hannetons (Les aventures de Totor, líder scout dels borinots) pel diari dels scouts Le Boy Scout Belge (l'escolta belga). El caràcter de Totor va ser una gran influència en la creació de Tintin que el mateix Hergé va descriure com «el germà petit de Totor. Els tintinòlegs Jean-Marc i Randy Lofficier afirmen que gràficament, Totor i Tintín són «pràcticament idèntics» a excepció de l'uniforme d'escolta i assenyalen també moltes similituds entre llurs respectives aventures, sobretot en l'estil de l'exemplaritat del seu comportament, el ritme veloç de la història, i l'ús de l'humor. Hergé també havia experimentat en la creació de propaganda anticomunista, amb una sèrie d'esquetxos satírics de Le Sifflet l'octubre de 1928 titulats «El 70 per cent dels xefs comunistes són aus rars».

### Influències
Hergé volia desenvolupar la primera aventura de Tintín als Estats Units per tal d'implicar-hi amerindis, un poble que l'havia fascinat des de la infància. Wallez rebutjà aquesta idea, que més tard va veure la llum com la tercera entrega de la sèrie, Tintín a Amèrica (1932), i va fer que Hergé enviés Tintin a la Unió Soviètica, fundada el 1922 pel marxista Partit Comunista de la Unió Soviètica després de prendre el poder a l'Imperi Rus durant la Revolució d'Octubre el 1917. Els bolxevics modificaren substancialment la societat, en nacionalitzar la indústria i substituir una economia capitalista per un estat socialista. El 1924, el primer líder de la Unió Soviètica, Vladímir Lenin, va morir i fou reemplaçat per Stalin. Com a catòlic romà i conservador, Wallez s'oposava a l'ateisme i a les idees d'extrema esquerra del govern soviètic, i volia que la primera aventura de Tintín reflectís això, per inculcar als seus joves lectors les idees antimarxistes i anticomunistes. Quan posteriorment comentava el perquè de la creació d'una obra de propaganda, Hergé digué que havia estat «inspirat per l'ambient del diari», que li va ensenyar que ser catòlic vol dir ser antimarxista, i que des de la infància s'havia sentit horroritzat per l'assassinat bolxevic de la família Romanov el juliol de 1918.
Hergé no es va dedicar a visitar la Unió Soviètica o a analitzar cap informació publicada sobre el tema; en comptes d'això obtingué una visió general a partir d'un sol pamflet, Moscou sans voiles (Moscou sense secrets), publicat per Joseph Douillet (1878–1954), un diplomàtic belga cònsol a Rostov del Don que havia passat nou anys a la Rússia postrevolucionària. Publicat a Bèlgica i França el 1928, Moscou sans voiles es dirigia a un públic desitjós de creure les afirmacions antibolxevics de Douillet, moltes de les quals eren de dubtosa precisió. Tal com afirma el tintinòleg Michael Farr, Hergé va escollir de forma bastant selectiva escenes senceres de l'assaig de Douillet, entre elles les eleccions manipulades, quasi idèntiques a les descrites pel diplomàtic. La manca de coneixement sobre la Unió Soviètica d'Hergé dona lloc a molts errors conceptuals i la història conté referències als plàtans, la benzina Shell i les galetes Huntley i Palmers, quan cap dels quals existien a la Unió Soviètica en aquell temps També va cometre errors en els noms russos, afegint el típica sufix polones -ski en lloc del seu equivalent rus -vitch.
En la creació del País dels soviets, Hergé es trobava influenciat per les darreres innovacions del món del còmic. Admetia particularment la influència del dibuixant Alain Saint-Ogan, creador del còmic Zig et Puce, de qui es faria bon amic. També va ser influenciat pels còmics americans contemporanis que el periodista Léon Degrelle li havia enviat a Bèlgica des de Mèxic, on va estar destinat per informar sobre la Guerra Cristera. Entre aquests s'hi trobaven Bringing Up Father de George McManus, Krazy Kat de George Herriman i Katzenjammer Kids de Rudolph Dirks. Farr destaca la influència del cinema contemporani en aquest còmic, indicant similituds entre les escenes de persecució i les pel·lícules dels Keystone Cops, amb les pel·lícules de Buster Keaton com El maquinista de la General i amb les imatges expressionistes que es troben en l'obra de directors com Fritz Lang. Farr resumeix aquesta influència comentant: «Com un dels pioners del còmic, Hergé no tenia por de recórrer a un mitjà modern per a desenvolupar-ne un altre».

### Publicació

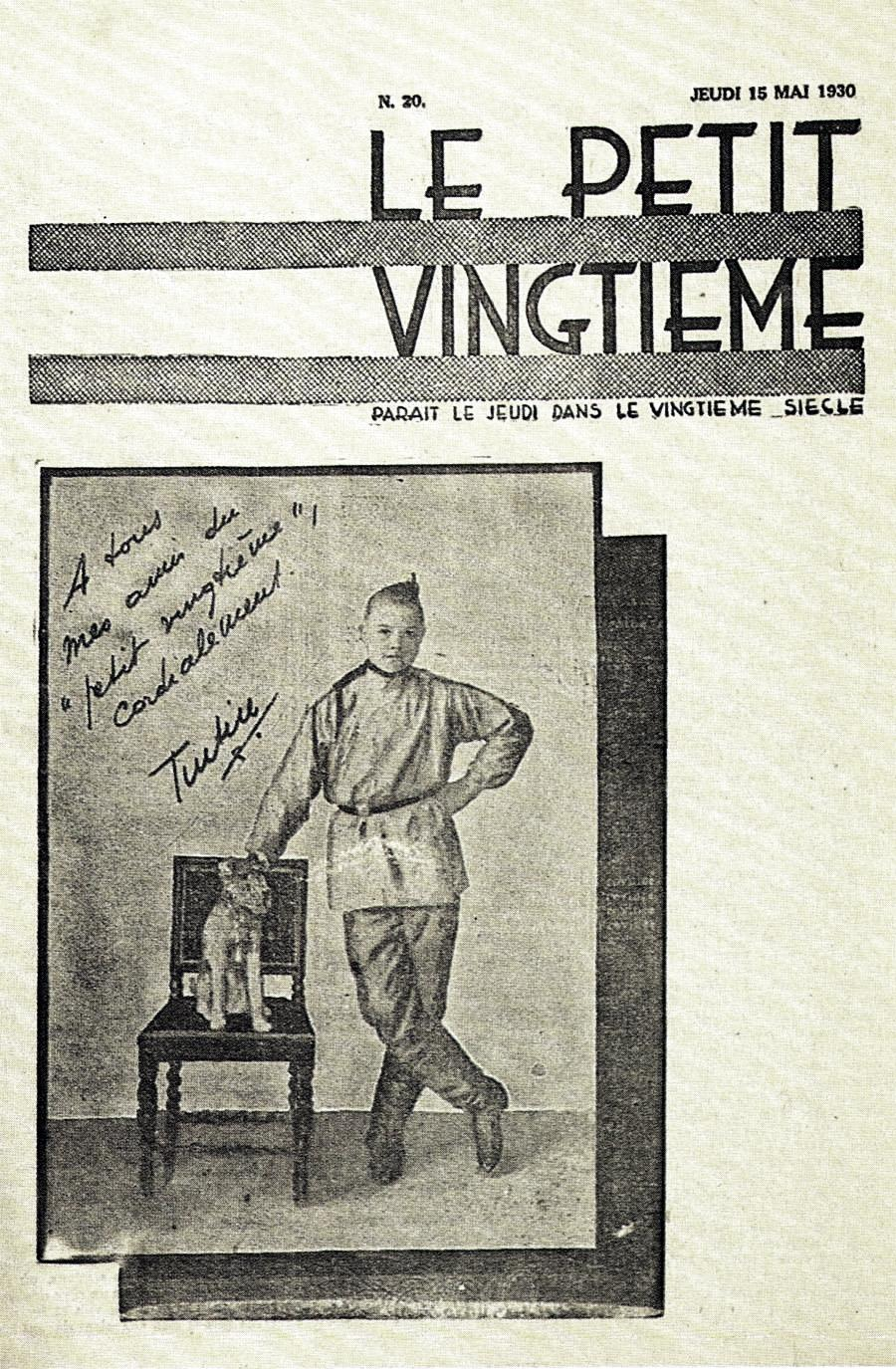
Edició de Le Petit Vingtième del 15 de maig de 1930, amb una fotografia de Tintín personificat amb dedicatòria als seus lectors.

Abans que el còmic sortís publicat, va sortir un anunci a l'edició del 4 de gener de 1929 de Le Petit Vingtième, proclamant: «Com sempre disposats a satisfer els nostres lectors i mantenir-los al dia en assumptes exteriors, hem enviat Tintín, un dels nostres millors periodistes, a la Rússia soviètica.» La il·lusió de presentar Tintín com un veritable reporter del diari, i no com un personatge de ficció, va ser remarcada pel fet que la tira no era una sèrie de dibuixos, sinó que estava composta per fotografies suposadament fetes durant l'aventura de Tintín. Benoît Peeters, el biògraf d'Hergè, creu que es tracta d'una broma privada entre el personal de Le Petit Vingtième, al·ludint al fet que Hergé originalment havia estat contractat com a periodista gràfic, una feina que mai va fer. El crític literari Tom McCarthy compara també aquest enfocament amb el de la literatura europea del segle xviii, que sovint presenta narracions de ficció com de no ficció.
El primer lliurament de Tintín al país dels soviets va aparèixer a l'edició del 10 de gener de 1929 de Le Petit Vingtième, i va sortir setmanalment fins al 8 de maig de 1930. Hergé no planeja el desenvolupament de la història, sinó que improvisava noves situacions setmanalment, per la qual cosa Jean-Marc i Randy Lofficier observen que «tant pel qua fa a la història i la il·lustració, Hergé estava aprenent el seu ofici davant els ulls dels lectors». Hergé admetia que la feina pecava d'una certa urgència, dient: «Le Petit Vingtième sortia dimecres a la nit, i sovint aquell mateix dia no tenia ni idea de com aconseguiria fer sortir Tintín de la difícil situació en què l'havia ficat la setmana anterior». Michael Farr considera aquest fet prou evident i assenyala que molts dibuixos eren «simples, rudimentaris, i precipitats» i no tenien la «polidesa i refinament» que Hergé desenvoluparia més endavant. En contrast, creu que certes vinyetes eren d'alta qualitat i que mostren l'«extraordinària capacitat com a dibuixant» d'Hergé.
La història va ser un èxit immediat entre els joves lectors. Com Harry Thompson comenta, la trama hauria estat força popular entre els pares belgues, en explotar el seu sentiment anti-comunista i alimentar els seus temors respecte als russos. La popularitat de la sèrie va dur Wallez a organitzar trucs publicitaris per augmentar-ne l'interès. El primer va ser la publicació el dia d'enganyar d'una carta falsa que pretenia provenir de l'OGPU (Policia secreta soviètica), que confirmaria l'existència de Tintín, i advertia que si el diari no cessava en la publicació d'«aquests atacs contra els soviètics i el proletariat revolucionari rus, tots moririen molt aviat».
El segon va ser un acte publicitari, suggerit pel periodista Charles Lesne, que va tenir lloc el dijous 8 maig de 1930. En aquell dia, Lucien Pepermans, un amic d'Hergé de quinze. anys, que tenia característiques similars a Tintín, va arribar a l'estació de tren de Gare du Nord a Brussel·les a bord de l'express de Lieja provinent de Moscou, vestit amb vestit rus com Tintín i acompanyat d'un gos blanc. Els dos van ser rebuts per una multitud de fans que els victorejaren. El portaren en limusina fins a les oficines de Le Vingtième Siècle, on van ser rebuts una gernació, en gran part dels Escoltes catòlics. Pepermans va pronunciar un discurs al balcó de l'edifici i es van repartir diversos regals entre els fans.
Des del 26 d'octubre de 1930, Tintín al país dels soviets va ser republicat a la revista catòlica francesa Coeurs Vaillants (Cors Valents), recentment fundada per l'abat Gaston Courtois. Courtois havia viatjat a Brussel·les per reunir-se amb Wallez i Hergé per adquirir-ne els drets, malgrat això, posteriorment, pensant que els seus lectors no entendrien el sistema de bafarades, afegí frases explicatives a sota de cada imatge. Això va enfurismar Hergé, qui «va intervenir apassionadament» sense èxit per aturar aquests afegits. De totes maneres aquesta publicació va ser molt significativa per iniciar la trajectòria internacional d'Hergé.
La història també va ser reproduïda en la seva versió original a l'Echo illustré, una setmanari suïssa, a partir de 1932. Reconeixent la viabilitat comercial de la història, Wallez la va publicar en forma de llibre el setembre de 1930 a Éditions du Petit Vingtième amb seu a Brussel·les, amb un tiratge de 10.000 exemplars, a un preu de vint francs cadascun. Els primers 500 exemplars van ser numerats i signats Hergé usant la firma de Tintín, i amb la impressió d'una pota de Milú dibuixada per la secretària de Wallez Germaine Kieckens, qui més tard es va casar amb Hergé. D'aquesta edició en queden un quarantena d'exemplars.

### Darreres publicacions
A partir del 1942, Hergé va començar redibuixar i pintar les seves obres anteriors de la sèrie de Tintin a l'editorial Casterman, però va decidir no fer-ho perTintín al país dels soviets, pensant que la història era poc perfeccionada. Avergonyit per l'obra, va qualificar-la com una transgressió de joventut. Jean-Marc i Randy Lofficier creuen que un altre factor en la seva decisió podria haver estat la temàtica virulentament antimarxista, que hauria estat impopular enmig de les creixents simpaties de l'Europa Occidental cap al marxisme en plena Segona Guerra Mundial.
A mesura que Les aventures de Tintín guanyaven popularitat a l'Europa occidental alguns dels llibres més rars van esdevenir objectes de col·leccionista, l'edició original de Tintín al país dels soviets es va tornar molt cotitzada. Com a resultat, Studios Hergé va publicar-ne 500 exemplars numerats amb motiu del 40è aniversari el 1969. Això va estimular-ne encara més la demanda, cosa que portà a la producció d'edicions pirates de qualitat mediocre que van ser venudes a preus exorbitants. Per aturar aquest comerç il·legal, Hergé va acceptar-ne una reedició el 1973 com a part de la col·lecció Archives Hergè, on va aparèixer en un volum recollit al costat de Tintín al Congo i Tintín a Amèrica. Com que seguien venent-se'n còpies il·legals, Casterman en publicà una reedició en facsímil de l'original l'any 1981. Al llarg de la següent dècada, va ser traduït a nou llengües amb diverses republicacions al llarg de la dècada dels 80 i 90.
El sociòleg John Theobald va assenyalar que a la dècada de 1980, la trama del llibre s'havia convertit en «social i políticament acceptable» al món occidental enmig d'una intensificació de la Guerra Freda i l'augment de l'hostilitat cap al marxisme i el socialisme provocada per les polítiques de Ronald Reagan. Aquest clima cultural va permetre que aparegués «alls prestatges dels hipermercats com a literatura infantil adequada per al nou mil·lenni». La versió en català va ser traduït per Joaquim Ventalló i Vergés el 1987 i publicat per l'editorial Joventut. Aquesta mateixa temàtica n'ha impedit la publicació a la República Popular de la Xina, on és l'única aventura que no ha estat mai publicada oficialment.

## Recepció de la crítica

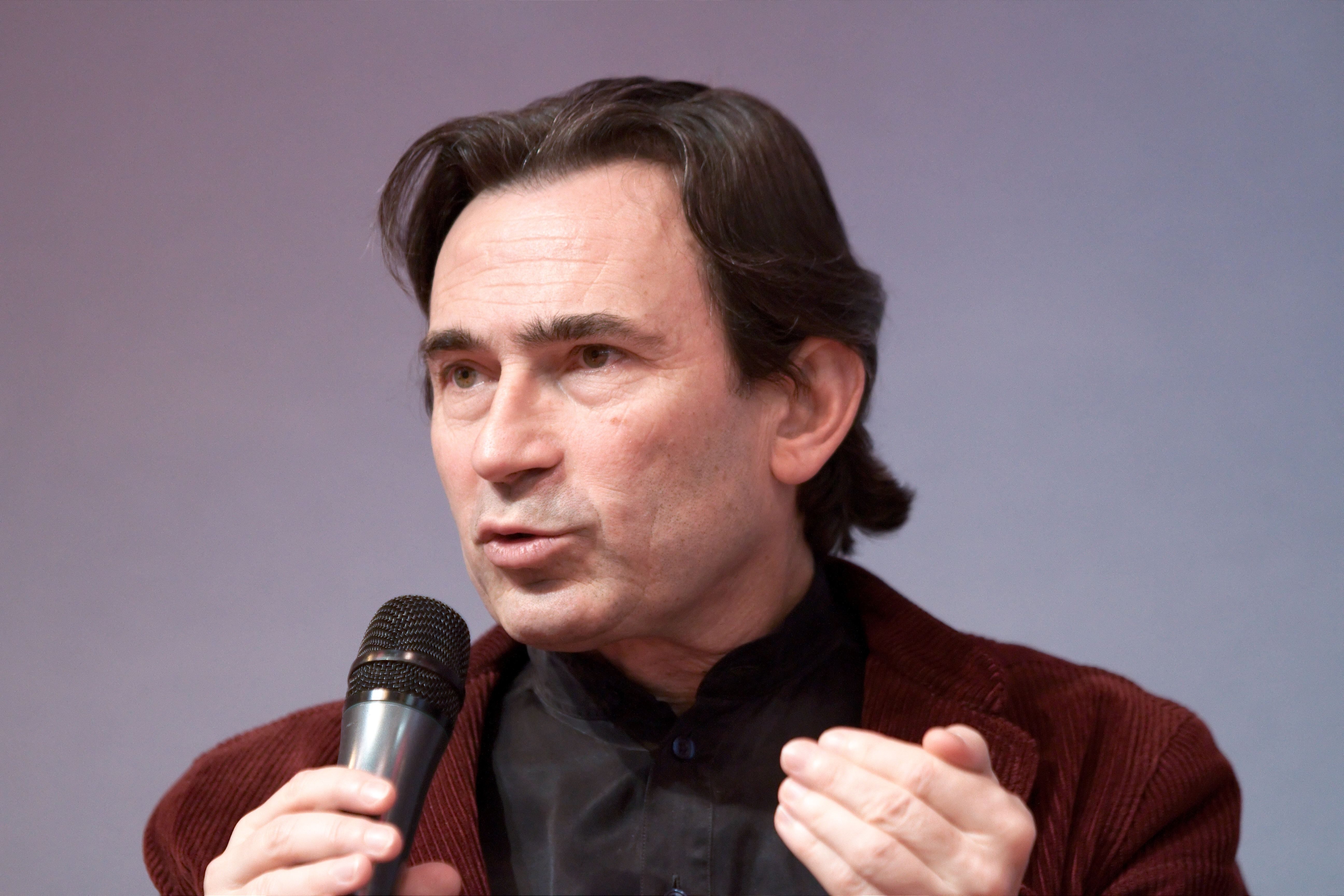
Benoît Peeters, biògraf d'Hergé considera que El país dels soviets és «estranyament divertida» però clarament la seva pitjor obra. «És difícil imaginar un debut menys prometedor.»

Al seu estudi sobre el llegat cultural i literari de Brussel·les, André De Vries va destacar que Tintín al país dels soviets era «simple comparat amb els estàndards posteriors d'Hergé, en tots els sentits de la paraula». La Gran Enciclopèdia parla de «primeres historietes, de dibuix espontani i una certa matusseria, són d'estructura narrativa molt simple i presenten uns arguments d'un acusat conservadorisme, en els quals són identificables trets antisemites, anticomunistes i colonialistes». Simon Kuper del Financial Times va criticar tant El país dels soviets com Tintín al Congo que qualifica ambdues com les pitjors de les aventures de Tintín, lamentant que estaven mal dibuixades i pràcticament no tenien guió. El sociòleg John Theobald de la Universitat de Southampton argumentava que Hergé no tenia interès a servir de font d'informació objectiva sobre la Unió Soviètica, sinó que només volia adoctrinar els seus lectors contra el marxisme, i que, per això, representa els bolxevics organitzant fraus electorals, matant enemics i robant el blat del poble. Segons el crític literari Jean-Marie Apostolides de la Universitat Stanford, Hergé representà els bolxevics com el mal absolut, però era incapaç de comprendre com havien arribat al poder, quins eren els seus punts de vista polítics. Això significava que Tintin tampoc ho comprenia, i observava el «món de la misèria» soviètica i lluitava contra els bolxevics, sense ser capaç d'organitzar una contrarevolució eficaç. El crític literari Tom McCarthy descriu la trama com «bastant simple» i critica la representació dels bolxevics com una «pantomima simplista».
El biògraf d'Hergé, Benoît Peeters és molt crític amb les il·lustracions de les primeres pàgines a la història, que assegura que es troben entre les pitjors del dibuixant. «És difícil imaginar un debut menys prometedor per a un treball destinat a tal grandesa». Creu que Tintín era un existencialista «una espècie de Jean-Paul Sartre» que només existeix a través de les seves accions, que funciona simplement com un fil narratiu a través de la història. Segons la seva opinió, l'absurditat de la història és la seva millor característica, el rebuig dels escenaris plausibles a favor d'una aproximació «estranya però divertida», com quan Tintin és congelat i posteriorment fos, o quan Milú es disfressa de tigre per espantar un tigre de veritat.
Coincidint amb l'estrena de Les aventures de Tintín: El secret de l'Unicorn, pel·lícula dirigida el 2011 per Steven Spielberg, la BBC va encarregar un documental dedicat a Tintín al país dels soviets al qual el periodista Frank Gardner, per a qui Tintin va ser l'heroi de la seva adolescència, visita Rússia per defensar l'exactitud de la narració d'Hergé sobre els abusos soviètics als drets humans. Va emetre's el 30 d'octubre de 2011 a BBC Two. Gardner va analitzar l'experiència en un article per al diari conservador Daily Mail, al qual va afirmar que, després d'una primera lectura del còmic, pensava que el dibuix era simple i la trama improbable. David Butcher en una ressenya del documental per la Radio Times, opinà que el viatge de Gardner era avorrit comparat amb l'aventura del còmic, però en lloava alguns «grans moments», com l'escena en què Gardner va provar un descapotable Amilcar CGSS de 1929, com el que Tintín condueix en l'aventura.